# Sniptjärnen, Västerbotten
Sniptjärnen är en sjö i Skellefteå kommun i Västerbotten och ingår i Bureälvens huvudavrinningsområde.